# Moteane Melamu
Moteane Melamu (siglo XX), escritor y académico de Botsuana. Es profesor de la University of Botswana. 